# Çatalca
Çatalca is een Turks district in de provincie Istanboel en telt 89.158 inwoners (2007). Het district heeft een oppervlakte van 1343,7 km².
De bevolkingsontwikkeling van het district is weergegeven in onderstaande tabel.
| 1997   | 2000   | 2007   |
| ------ | ------ | ------ |
| 70.406 | 81.589 | 89.158 |